# Оливерио Хирондо
Оливерио Хирондо (шп. Oliverio Girondo; 17. август 1891 – 24. јануар 1967) био је аргентински песник. Родио се у Буенос Ајресу у релативно богатој породици, што му је омогућило да у раној младости путује у Европу, где је студирао у Паризу и Енглеској. Хиронда је можда најпознатији по својим доприносима учешћу у магазинима (Проа, Призма и Мартин Фијеро), који су пратили долазак ултраизма, првог авангардног покрета, који ће се усталити у Аргентини.
Његове прве песме, пуне боја и ироније, превазилазе су једноставну лепоту природе, што је била више него обична тема, одлучујући се за пунију и много интересантнију тему: вврста прославе живота космополитана и урбаног човека, хвалећи такав животни стил и критикући неке од обичаја друштва.
Хирондо је био савременик Хорхеа Луиса Борхеса, Раула Гонзалес Тунона и Маседона Фернандеза и Норе Ланге (са којом се оженио 1943. године), коју је упознао на банкету 1926. године одржаном у част Рикарда Гујралдеса. Од ових аутора, сви су били укључени у авангуарду Аргентине, највише иентификовани са групом са Флориде у некаквом књижевном непријатељству између те групе и друге зване Боедо. Хирондо је био један од највећих ентузијаста аниматора ултраизмичког покрета, вршећи утицај на многе песнике следеће генерације, између осталих и Енрика Молина, са којим је превео рад аутора Артура Ремба „Una temporada en el infierno“.
Друге значајни савременици укључују Пабла Неруду и Федерика Гарсију Лорку са којима је почео дуготрајна пријатељства 1934. године, ера када су обојица били у Буенос Аиресу, главном граду Аргентине. Око 1950. године почео је да слика у стилу надреализма, али није никада објавио нити продатао неке који од ових радова.
Сахрањен је на гробљу Ла Реколета у Буенос Аиресу.

## Радови
- Veinte Poemas Para Ser Leidos En El Tranvia; Calcomanias; Y Otros Poemas (Coleccion Visor de poesia) (Шпанска едиција). Buenos Aires: Visor. 1922. ISBN 978-84-7522-242-4.
- [Налепнице] (1925)
- [Страшило] (1932), преведено у колекцији страшило и друге аномалије од стране Гилберт Алтер-Гилберта, заједно са "Interlunio," Изабране песме у прози ("Ксенос" књига).
- (1937)
- Persuasion De Los Dias (Biblioteca Clasica Y Contemporanea) (Spanish Edition). Losada. 1942. ISBN 978-950-03-0462-7.
- [наше село] (1946)
- [у масмедули] (1957)

Последња од ових, „У масмeдuли“, је његова коначна књига са озбиљаним покушајем апсолутног изражаја. Енрике Молина је рекао: „Сама структура језика који он користи, пати од утицаја потпуно неометане песничке енергије у овој заиста јединствној књизи. До тачке када речи саме почињу да губе размак између њих, замућујући шта су индивидуалци,групе или друге јединице размишљања много комплексног, он идалје представља врсту суперречи са вишеструким конотацијама и многобројним функцијама које се настављају у маниру прилагођеном баш са својим фонетичким асоцијацијамсемантичким значењем.“ Неке критике повезују га са крајњим гестом авангарде радом другог аутора, једнако очајног градитеља и уништавача језика и семантизма: „Трилце“, перуанског аутора исте ере, Сесара Валеха

## Мале ствари
Хирондви радови су окосница филма Тамна страна срца из 1992. године у режији Елизеа Субиелеје, у којем песник тежи да пронађе љубав свог живота, пркоси смрти и њеним сталним интервенцијама.